# PEOLE
PEOLE (Préliminaire à EOLE) est un satellite de télécommunications expérimental français  développé par le CNES pour valider les composants et la conception du satellite EOLE lancé 6 mois plus tard. PEOLE est placé en orbite terrestre basse  quasi équatoriale par une fusée Diamant-B  tirée le 12 décembre 1970 depuis la base de lancement de Kourou. 

## Contexte et objectifs
Le programme EOLE est un programme météorologique expérimental franco-américain dont l'objectif est de mettre au point la collecte de données météorologiques recueillies par les instruments embarqués par des ballons-sondes  largués en masse dans la haute atmosphère en passant par un satellite chargé de relayer les données vers des stations au sol. Pour mettre au point les équipements de ce satellite baptisé EOLE, le CNES développe le prototype PEOLE. Celui-ci doit permettre de vérifier que le satellite peut collecter les données des ballons-sondes y compris la vitesse du vent. PEOLE est également utilisé pour tester le système de contrôle d'attitude par gradient de gravité et de mesurer le comportement dans l'espace de cellules solaires réalisées avec du tellurure de cadmium et du sulfure de cadmium,.   

## Caractéristiques techniques
PEOLE est un petit satellite de 70 kg ayant la forme d'un octaèdre haut de 66 cm et d'un diamètre de 70 cm. Huit panneaux solaires composés de 5920 cellules solaires sont fixés sur le corps du satellite en faisant un angle de 45°. Les cellules solaires utilisent une nouvelle technologie à couches minces composées de tellurure de cadmium et de sulfure de cadmium.  Les données des ballons-sondes sont reçues par un récepteur radio d'une puissance de 4 watts (400–460 Mhz)  via une antenne fixée  à la base du satellite. Le satellite comporte 44 réflecteurs laser qui doivent être utilisés pour une expérience de géodésie par satellite. PEOLE est stabilisé par gradient de gravité grâce à un mât télescopique de 10 mètres, comportant une masse de 3 kg fixée à son extrémité, qui est déployé une fois le satellite en orbite. PEOLE préfigure EOLE et utilise certains équipements électroniques de FR-1 et de la sous-série D2 (satellites Tournesol et Polaire),,.

## Déroulement du projet
Le développement de PEOLE est décidé par l'agence spatiale française, le CNES, en septembre 1967 et la réalisation débute au cours de l'été 1968. Les essais thermiques et mécaniques ont lieu de juillet à septembre 1970. La version B du lanceur Diamant qui doit placer en orbite PEOLE en orbite est tirée pour la première fois le 10 mars 1970 pour placer en orbite le satellite allemand DIAL. La campagne de lancement débute en novembre 1970 et le lancement a lieu le 12 décembre de la même année. L'orbite est plus basse que prévu (516–748 km au lieu de 750–800 km) et le mat qui doit stabiliser le satellite s'est déployé trop tôt et le satellite se trouve tête bêche. Les opérateurs parviennent à retourner le satellite en rentrant le mat. La campagne de test du système de recueil de données débute en janvier. Par ailleurs les réflecteurs laser de PEOLE sont mis à contributions dans le cadre du programme international Isagex (International SAtellite Geodesy EXperiment) dont l'objectif est de tester les capacités de la réflexion laser pour la trajectographie des satellites et la géodynamique,. 
Le satellite a rempli  pratiquement tous ses objectifs et le satellite Eole a repris la plupart de ses caractéristiques  et composants.